# Guimarães
För andra betydelser, se Guimarães (olika betydelser).
Guimarães (portugisiskt uttal: [ɡimɐˈɾɐ̃jʃ]
 ( lyssna)) är en stad och kommun i norra Portugal, 42 km nordost om Porto.
Guimarães är känd som "Portugals vagga", platsen där första kungen föddes och där landets huvudstad låg på 1100-talet.
Staden har 118 362 invånare (2021), och är huvudorten i kommunen Guimarães, vilken ingår i distriktet Braga, och är också en del av Nuts 2-regionen Norra Portugal (Região do Norte).
Stadens historiska centrum har varit världsarv sedan 2001.
År 2012 var Guimarães Europas kulturhuvudstad tillsammans med Maribor i Slovenien.
Kommunen har 158 088 invånare (2020) och en yta på 241 km².
Den består av 48 kommundelar (freguesias).

## Ortnamnet
Ortnamnet Guimarães härstammar från latinets [Villa] Vimaranis (”Vímaras lantgård”).

## Freguesias
Guimarães är indelat i följande 48  freguesias:

- Abação e Gémeos
- Airão Santa Maria, Airão São João e Vermil
- Aldão
- Arosa e Castelões
- Atães e Rendufe
- Azurém
- Barco
- Briteiros São Salvador e Briteiros Santa Leocádia
- Briteiros Santo Estêvão e Donim
- Brito
- Caldelas
- Candoso São Tiago e Mascotelos
- São Martinho de Candoso
- Conde e Gandarela
- Costa
- Creixomil
- Fermentões
- Gonça
- Gondar
- Guardizela
- Oliveira, São Paio e São Sebastião
- Infantas
- Leitões, Oleiros e Figueiredo
- Longos
- Lordelo
- Mesão Frio
- Moreira de Cónegos
- Nespereira
- Pencelo
- Pinheiro
- Polvoreira
- Ponte
- Santa Eufémia de Prazins
- Prazins Santo Tirso e Corvite
- Ronfe
- Sande São Lourenço e Balazar
- Sande Vila Nova e Sande São Clemente
- São Martinho de Sande
- São Torcato
- São Cristóvão de Selho
- São Jorge de Selho
- Selho São Lourenço e Gominhães
- Serzedelo
- Serzedo e Calvos
- Silvares
- Souto Santa Maria, Souto São Salvador e Gondomar
- Tabuadelo e São Faustino
- Urgezes

## Sport

### Större idrottsanläggningar
Den största idrottsarenan i Guimarães är Estádio Dom Afonso Henriques (fotboll), med 30 000 sittplatser.

### Idrottsföreningar
- Klubben Vitória SC, vanligen kallat Vitória de Guimarães, har ett fotbollslag som spelar i Primeira Liga.[12]

## Guimarães historiska centrum

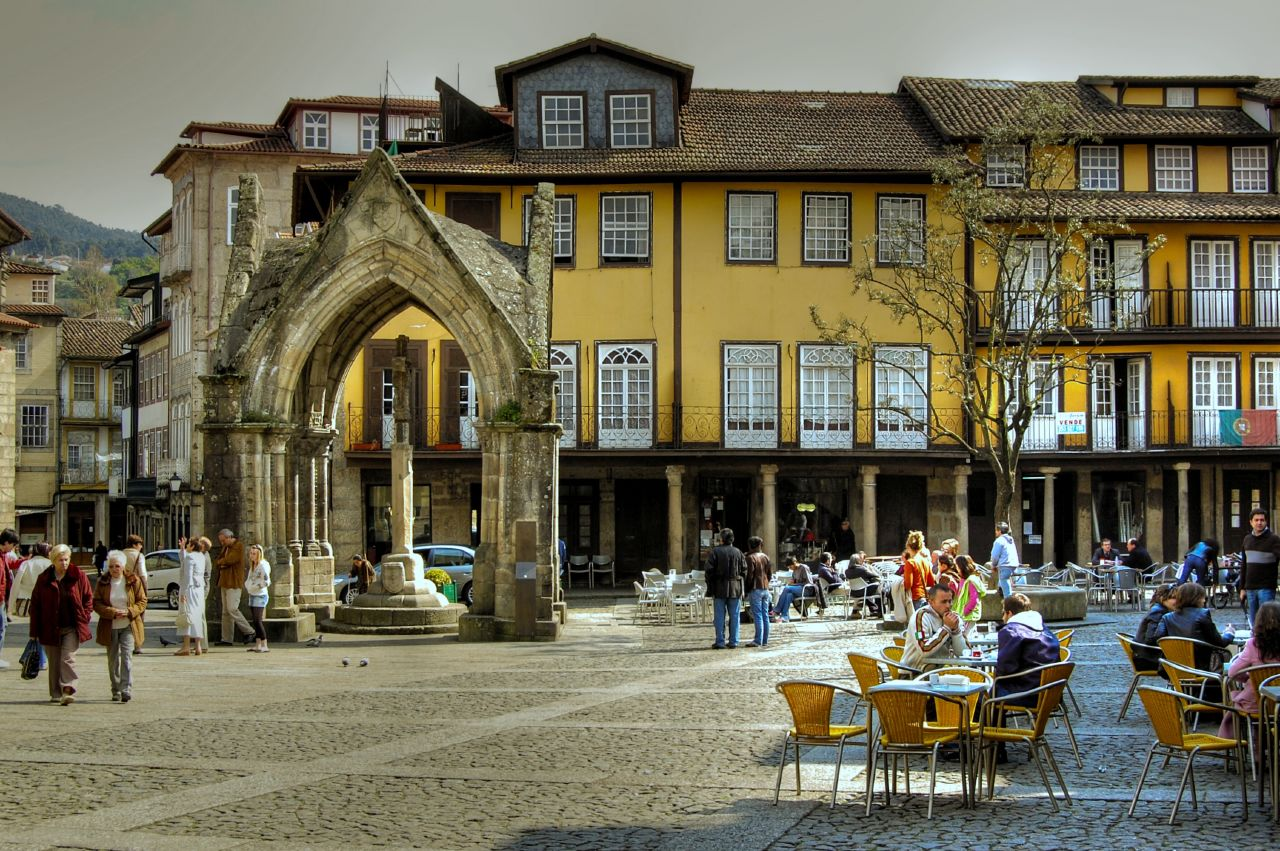
Torget Praça da Oliveira
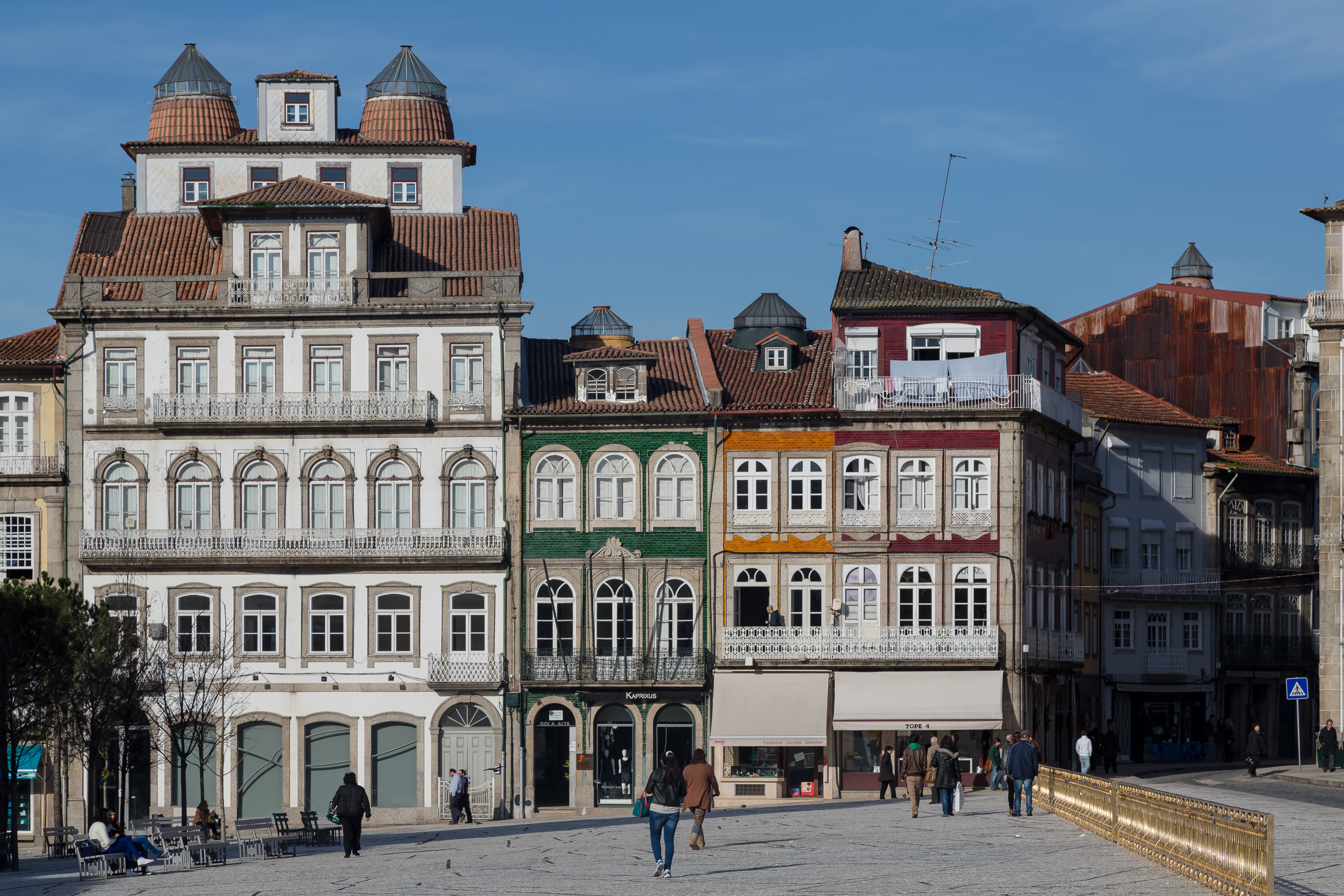
Torget Largo do Toural
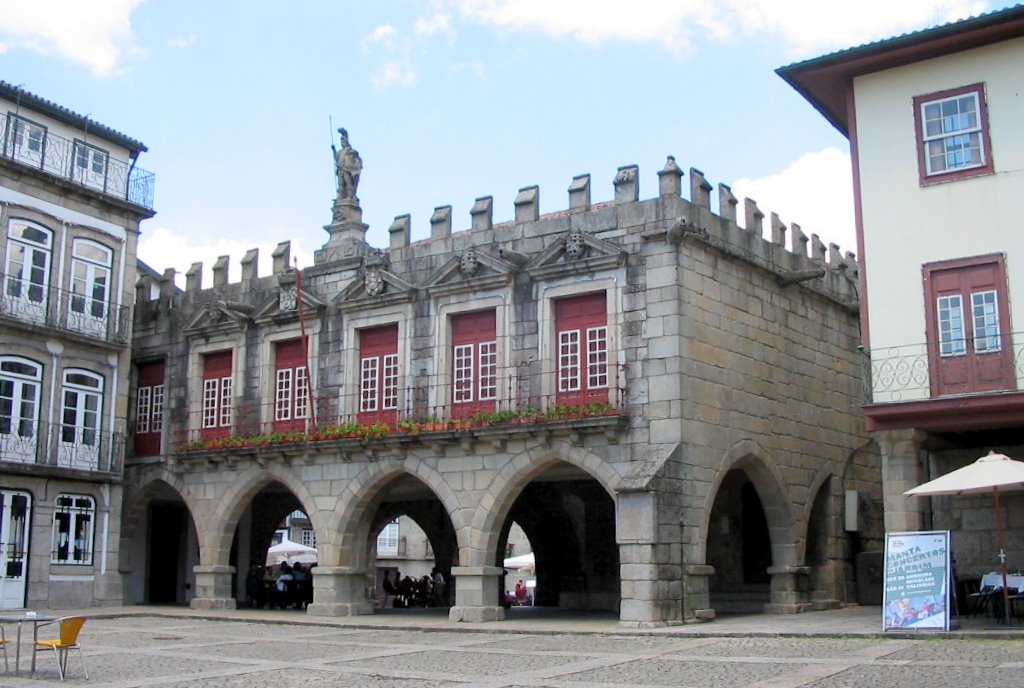
Gamla rådhuset Paços do Conselho
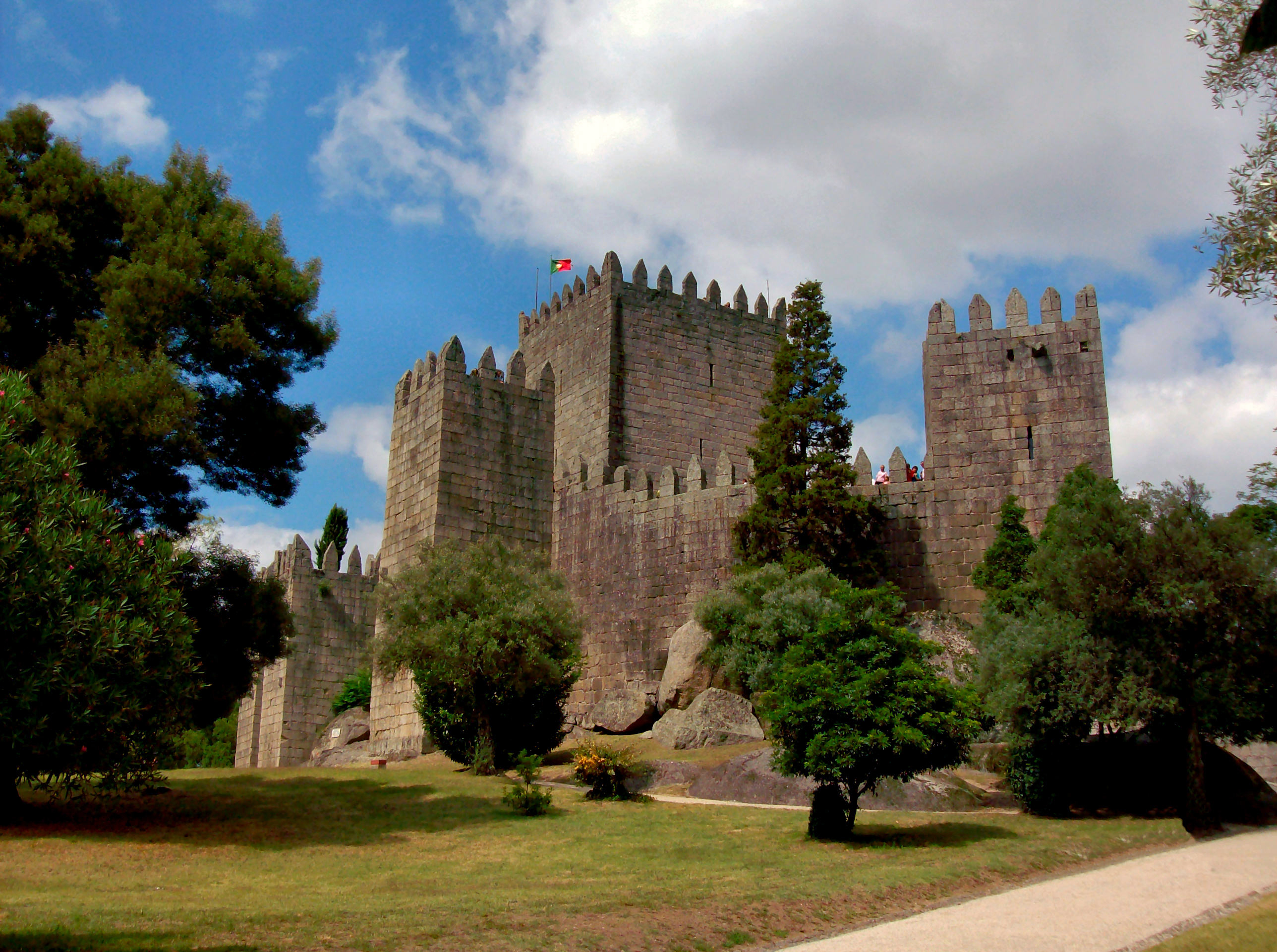
Gamla borgen Castelo de Guimarães
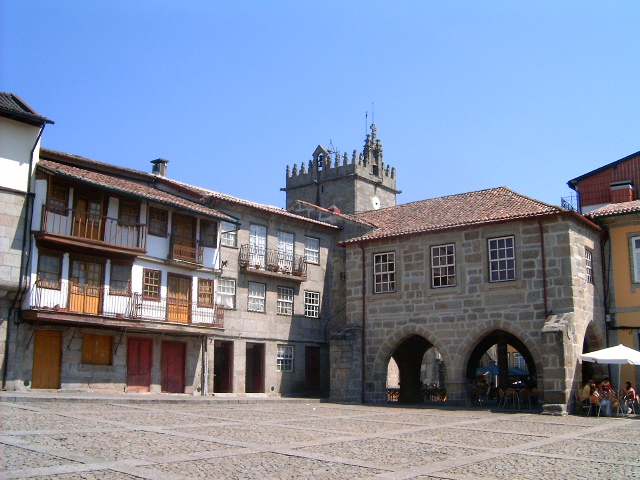
Torget Praça de Santiago
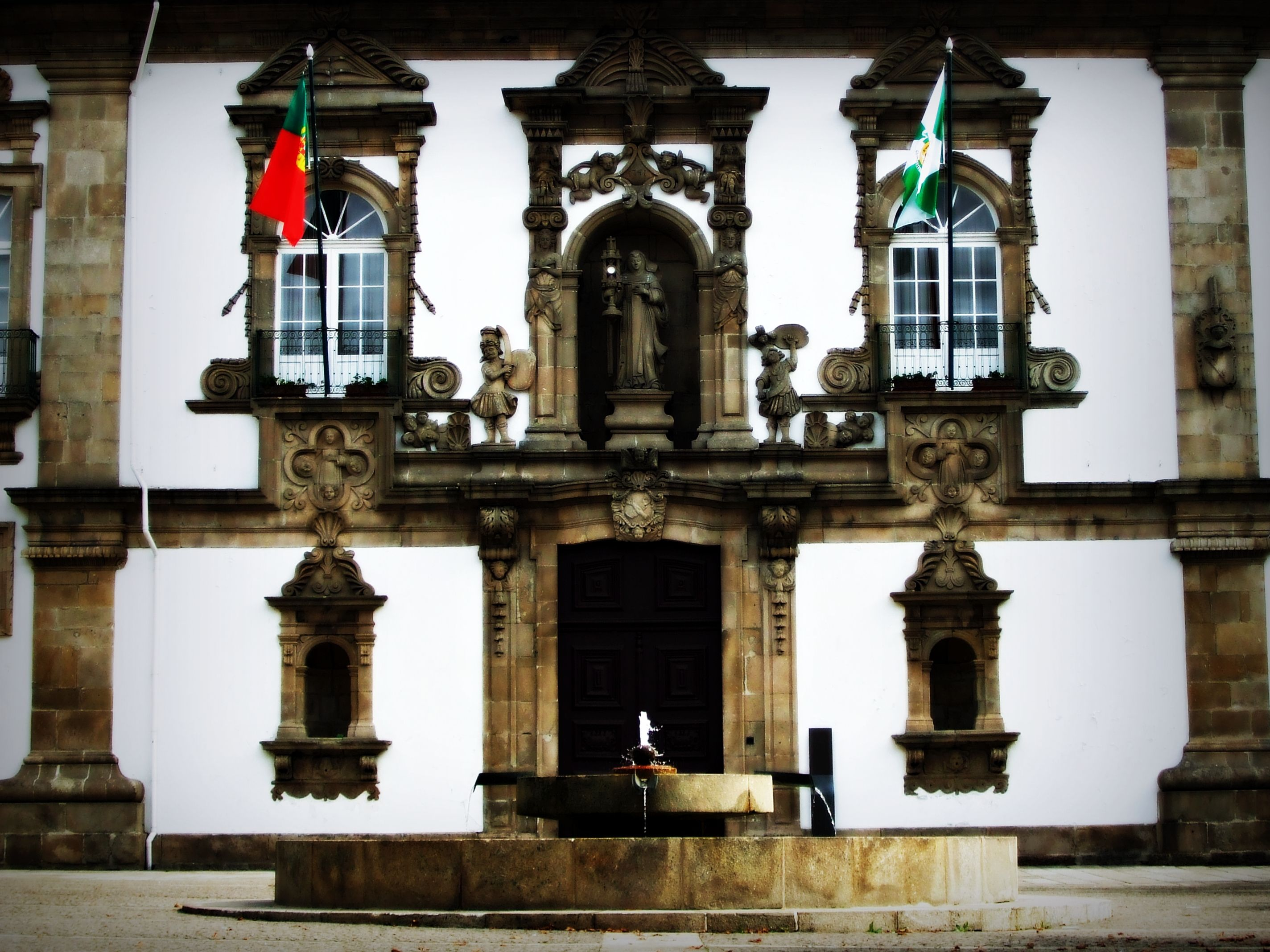
Klostret Convento de Santa Clara